# Là-Bas (magazine)
Là-Bas est un magazine mensuel français consacré à la solidarité internationale. Le magazine présente l’actualité et les problématiques de l’humanitaire et de l’aide au développement, leurs défis et leurs solutions. Là-Bas est le premier mensuel indépendant de tout organisme de la solidarité internationale (public ou privé).
Là-Bas est diffusé mensuellement en France en kiosque et sur abonnement à 35 000 exemplaires. Il est rédigé par une équipe de 12 journalistes. Il compte 96 pages.

## Concept
Le magazine présente tout ce qui concerne l’humanitaire et l’aide au développement à destination des pays du Sud, qu'elle vienne des ONG, des entreprises, des institutions nationales ou internationales ou d’autres pays du Sud. Il propose des articles d’actualité, des reportages, des articles de fond et des analyses, tant sur des sujets porteurs que sur des thèmes peu abordés
Le magazine a une ligne éditoriale indépendante : il est uniquement rédigé par des journalistes et ne fait pas appel aux contributions volontaires des ONG ou des organismes impliqués dans l’aide au développement.